# Дьяченко, Виктор Антонович
Виктор Антонович Дьяченко (1818, Харьков — 1876, Воронеж) — русский драматург, поэт.

## Биография
Виктор Дьяченко по происхождению был потомственный дворянин. Родился 26 мая (7 июня) 1818 года в Харькове.
В 1843 году окончил курс в Дворянском полку, затем учился в институте инженеров путей сообщения, откуда по окончании курса поступил в корпус инженеров путей сообщения. 
Ещё в офицерских классах института Дьяченко начал обнаруживать страсть к сцене и зачастую, отказывая себе в обеде, тратил деньги на театр. Страсть к сценическому искусству сильно развивалась под влиянием его знакомства с артистами: В. А. Каратыгиным, В. Н. Асенковой и Н. И. Куликовым. В конце 1830 году он написал драму «За Богом молитва, за Царём служба не пропадает»; она шла в бенефис П. И. Толченова и имела огромный успех; не меньшим успехом пользовался написанный им в то же время водевиль «Вот каковы корнеты». Видя несомненный талант молодого драматурга, А. А. Краевский пригласил его писать театральные рецензии в своей «Литературной Газете». В это же время в «Сыне Отечества» печатались его мелкие стихотворения, там же появился отрывок из поэмы «Лучио». В 1840 году Дьяченко был переведён на службу в Пинск, где его служебные занятия поглощали все время, а отсутствие театра и времени не давали ему возможности заниматься литературой. В течение двадцати лет он ничего не писал и только в 1860 году, когда был переведён в Москву, он сошёлся с M. C. Щепкиным и написал драму «Жертва за жертву». Несмотря на то, что лучшие места этого произведения были вычеркнуты цензурою, пьеса с успехом прошла в 1861 году в Александринском театре в Санкт-Петербурге, а в 1862 году — в Малом театре, в Москве, в бенефис Шумского. Пресса тоже приветствовала «явление нового молодого таланта». В 1861 году им была написана драма «Кара Божия», которая шла в бенефис Самойлова в Санкт-Петербурге. В промежуток времени с 1860—1863 г. им было написано 23 пьесы, из которых 21 вошли в 5 томов его «Драматических сочинений», напечатанных в Москве в 1873—1876 годах. В 1863 году Дьченко оставил службу и посвятил свой литературно-драматический талант русской сцене.
Всего В. А. Дьяченко написал 76 пьес. Публика очень любила его пьесы, любимыми мотивами в которых были семейные отношения, супружеская неверность и т. п.; любили их и артисты Императорских театров за их сценичность и прекрасную техническую отделку; многие из них (Самойлов, Федотова, Струйская) выдвинулись благодаря его пьесам. Лучшими его произведениями считались «Жертва за жертву» и «Гувернер» (1864). «Драматические сочинения» Дьяченко были изданы в Санкт-Петербурге (1873 и 1876) и в Казани (1892—1893).
Незадолго до смерти Дьяченко переселился в Воронеж, где и написал своё «Предсмертное объяснение», которое после его смерти было напечатано в «Голосе»: жалуясь на несправедливое гонение рецензентами в последние годы его деятельности, он благодарил артистов за любовь к его творчеству и желал русской сцене успеха. Умер 30 марта (11 апреля) 1876 года.